# József Kármán
József Kármán  (n.Losonc, 14 martie 1769 – d.Losonc, 3 iunie 1795) a fost un scriitor, romancier și avocat maghiar, író, ügyvéd, autor al unui program literar și lingvistic.